# 米尔瓦勒洛拉盖
米尔瓦勒洛拉盖（法語：Mireval-Lauragais，法語發音：[miʁval loʁaɡɛ] ⓘ）是法国奥德省的一个市镇，属于卡尔卡松区。

## 地理
米尔瓦勒洛拉盖（43°15'16"N, 1°57'30"E）面积10.32 平方千米，位于法国奧克西塔尼大區奥德省，该省份为法国南部沿海省份，北起塔恩省，西北接上加龙省，西接阿列日省，南至东比利牛斯省，东临地中海，东北与埃罗省接壤。
与米尔瓦勒洛拉盖接壤的市镇（或旧市镇、城区）包括：卡斯泰尔诺达里、方代耶、丰泰尔迪拉泽、洛拉比克、洛拉克、圣马丹拉朗德。

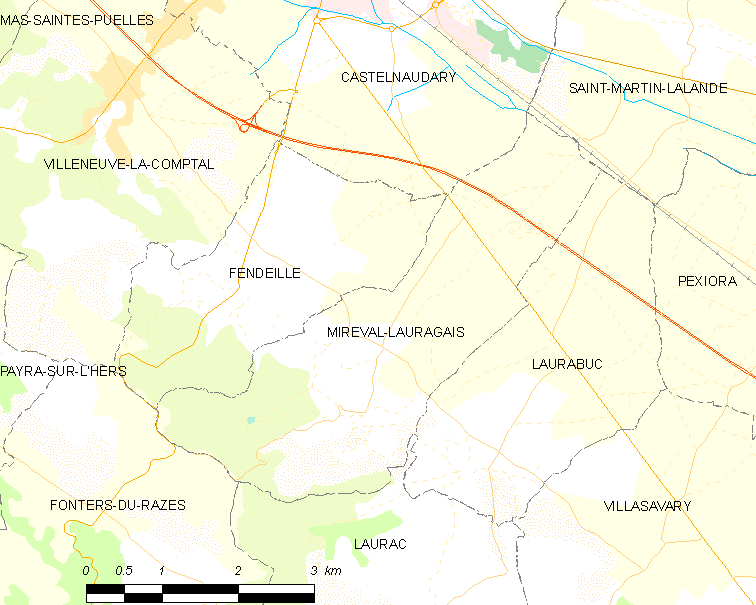
米尔瓦勒洛拉盖的OSM定位图

米尔瓦勒洛拉盖的时区为UTC+01:00、UTC+02:00（夏令时）。

## 行政
米尔瓦勒洛拉盖的邮政编码为11400，INSEE市镇编码为11234。

## 政治
米尔瓦勒洛拉盖所属的省级选区为拉皮耶日欧拉泽斯县。

## 人口

1962-2008年间米尔瓦勒洛拉盖人口变化图示

米尔瓦勒洛拉盖于2022年1月1日时的人口数量为193人。